# A bűn nélküli város
Az A bűn nélküli város (eredeti címe: Brigham City) 2001-es amerikai bűnügyi thriller, amelyet Richard Dutcher írt és rendezett. A produkció főbb szerepeiben Dutcher, Matthew A. Brown és Wilford Brimley. 2001. március 30-án mutatták be az Egyesült Államokban, a magyar megjelenésről nincs elérhető adat. A produkció egy fiktív Brigham Cityben játszódik, ahol egy mormon vallású közösség él.

## Cselekmény
Wes Clayton Brigham City idilli kisvárosának seriffje Utah államban. Clayton mormon vallású, egyike az Utolsó Napi Szentek Egyháza püspökeinek. Clayton egész pályafutása során soha nem jelentettek súlyos vagy szörnyű bűncselekményt. Munkáját segíti a recepciósa, Peg, az idős exseriff, Stu és a lelkes, segítőkész Terry.
Egy nap Terryvel egy fiatal nő holttestére bukkannak egy elhagyatott kunyhóban. A nőt agyonverték, de mivel Claytonnak nincs tapasztalata a gyilkossági nyomozásban, az FBI-t hívja a legközelebbi irodájukból, a Utah állambeli Salt Lake Cityből. A két kiküldött ügynök megállapítja, hogy a gyilkos valószínűleg valaki Brigham Cityből, amit Clayton nem hisz el. 
Egy felvonulást és fesztivált követő éjszaka egy szépségverseny királynőjének holttestét találják megerőszakolva és megfojtva egy pavilon alatt. Clayton megdöbben, és kénytelen kiterjeszteni a keresést Brigham Cityn belülre, az idegen munkásokra gyanakodva. Clayton és csapata a kocsmából begyűjtött sörösüvegek segítségével ujjlenyomatokat gyűjt, hogy azokat összevethessék a tetthelyen találtakkal. Visszafelé menet Stu meglátogat egy kisboltot, ahol megkötözve találja a bolt eladóját, egy Jamie nevű lányt. Mielőtt cselekedhetne, Stut agyonlövik, a gyilkos pedig magával viszi Jamie-t is. Clayton ellátogat a helyszínre, és szembesülnie kell vele, hogy a gyilkos helyi lakos. 
Másnap reggel Clayton összehívja a férfi gyülekezeti tagokat, és utasítja őket, hogy minden háznál érdeklődjenek, és kutassák át az ingatlant Jamie után. A keresés megbolygatja a várost, de csak egy fotósról derül ki, hogy pornográf gyűjteménye van. Clayton letörve, de folytatja a nyomozást. Később meglátogatja Terryt, és felfedi előtte, hogy a férfi ujjlenyomatát is megvizsgálta. Az ujjlenyomata egyezik egy kiszabadult arizonai bűnözővel, akit nemi erőszakért küldtek börtönbe. A Terry nevet egy megfulladt misszionáriustól vette fel, és költözött a városba. A leleplezett bűnöző bevallja, hogy Jamie halott, és több környékbeli nő eltűnéséért is felel, akiket elásott az erdőben. Mikor Clayton le akarja tartóztatni, Terry fegyvert ránt, és a seriff lelövi őt.
Miután a nyomozásnak vége, Clayton a vasárnapi istentiszteleten megtagadja a szentségimádást, mert úgy érzi, nem érdemli meg. Ezt mindenki más is látja, és szintén megtagadja a szentséget, jelezve neki, hogy nem tartják felelősnek a gyilkosságokért. Clayton sírva fakad, és végül felveszi a szentséget, miközben mindenki más is követi őt.

## Szereplők
| Szerep   | Színész          | Magyar hangja         |
| -------- | ---------------- | --------------------- |
| seriff   | Richard Dutcher  | Bede-Fazekas Szabolcs |
| Terry    | Matthew A. Brown | Varga Gábor           |
| Stu      | Wilford Brimley  | Cs. Németh Lajos      |
| Peg      | Carrie Morgan    | Bertalan Ágnes        |
| Ed Gray  | Jongiorgi Enos   | Megyeri János         |
| Meredith | Tayva Patch      | Makay Andrea          |

## Fogadtatás

### Kritikai visszhang
A film általánosságban jó benyomást keltett a filmkritikusokban. A Rotten Tomatoeson 71%-os minősítést ért el 24 értékelés alapján. Lawrence Van Gelder a New York Timestól azt írta: „Kifogástalan alakítások vannak benne.” John Petrakis a Chicago Tribune-től azt írta: „A vallási gőg és a lelki hanyagság története, amely közelebbi elemzésre szorul.” Doug Knoop szerint a Seattle Timestól: „A film számos jelenete csigatempóban halad.”
A MetaCritic 62 pontot adott a 100-ból 8 vélemény szerint. Scott Foundas a Varietytől azt írta: „A "vallásos" mozi alműfajában rejlő eltérő propagandisztikus és narratív hatások eddigi legboldogabb házassága.” David Sterritt a Christian Science Monitortól azt írta: „Kevés film kereste a detektívtörténeti melodráma és a vallási érzékenység e sajátos keverékét.” Lou Lumenick a New York Posttól azt írta: „Megpróbálja, sokkal kevesebb sikerrel, azt tenni, amit az A kis szemtanú tett egy amish városban.”

### Bevétel adatai
A Box Office Mojo szerint a film 852 ezer dolláros bevételt ért el, a költségvetésről nincs adat.